# Maria Teresa (wielka księżna Luksemburga)
Maria Teresa, wielka księżna Luksemburga (María Teresa Mestre y Batista-Falla, ur. 22 marca 1956 w Marianao) – członkini luksemburskiej rodziny wielkoksiążęcej, od 7 października 2000 wielka księżna Luksemburga jako żona wielkiego księcia Henryka.

## Życiorys
Maria Teresa urodziła się na Kubie jako dziecko José Antonio Mestre i Marii Teresy Batista.
W 1980 ukończyła studia na kierunku nauki polityczne na Uniwersytecie Genewskim.
W 1981 poślubiła Henryka, dziedzicznego wielkiego księcia Luksemburga, z którym ma pięcioro dzieci: Wilhelma, dziedzicznego księcia Luksemburga (ur. 1981), księcia Feliksa (ur. 1984), księcia Ludwika (ur. 1986), księżniczkę Aleksandrę (ur. 1991) i księcia Sebastiana (ur. 1992).
Po ślubie uzyskała tytuł Jej Książęcej Wysokości dziedzicznej wielkiej księżnej Luksemburga, a po abdykacji teścia w dniu 7 października 2000 została kolejną wielką księżną Luksemburga. W 2004 razem z mężem założyła Fundację Wielkiego Księcia i Wielkiej Księżnej Luksemburga. Maria Teresa uczestniczy w oficjalnych wizytach dyplomatycznych, wydarzeniach odbywających się w księstwie i poświęca się działalności charytatywnej.

## Powiązania rodzinne
Maria Teresa Mestre urodziła się 22 marca 1956 roku w Marianao w prowincji Hawana na Kubie.
Jej rodzicami byli José Antonio Mestre y Álvarez, pochodzący z Vedado (ur. 1926, zm. 1993) i jego żona, María Teresa Batista y Falla (ur. 1928, zm. 1988); oboje będący potomkami hiszpańskiej arystokracji.
Jej dziadkami byli ze strony ojca José Antonio Mestre y Ramos (ur. 1897 w El Cerro, La Habana na Kubie, zm. 1961 w Hawanie) i María Narcisa Álvarez y Tabió (ur. 1899 w Santiago de las Vegas, zm. 1961); natomiast ze strony matki Agustín Batista y González de Mendoza (ur. 1899, La Habana, zm. 1968, Ginebra), członek zarządu Trust Company of Cuba i María Teresa Falla y Bonet (ur. 1898, Santa Isabel de las Vegas, zm. 1973, Ginebra), córka hiszpańskiego biznesmena i milionera.
Ma dwóch braci: Jose Antonio Mestre (zm. 2015, Miami) i Luisa Mestre (ur. 1959) oraz siostrę Catalinę Mestre (ur. 1960).
Pierwsze lata życia spędziła na Kubie, stąd jej ojczystym językiem jest hiszpański. W październiku 1959, po zakończeniu rewolucji kubańskiej razem z rodzicami i rodzeństwem wyemigrowała do Nowego Jorku. Następnie Maria Teresa rozpoczęła studia w Genewie i uzyskała obywatelstwo szwajcarskie. Przez pewien czas mieszkała w Santanderze w Hiszpanii.

### Edukacja
Była uczennicą katolickiej szkoły Marymount w Nowym Jorku. W 1961 rozpoczęła naukę Lycée Français de New York na Manhattanie w Nowym Jorku.
W 1980 ukończyła studia na kierunku nauki polityczne w Graduate Institute of International and Development Studies na Uniwersytecie Genewskim.

## Życie prywatne
Podczas studiów w Genewie w 1976 poznała Henryka, dziedzicznego wielkiego księcia Luksemburga, syna panującego w Luksemburgu wielkiego księcia Jana i jego żony, wielkiej księżnej Józefiny Charlotty, urodzonej w belgijskiej rodzinie królewskiej. Początkowa przyjaźń pary przerodziła się w związek, którego rodzice księcia nie chcieli zaakceptować ze względu na brak arystokratycznego pochodzenia Marii Teresy i zbieżność jednego z jej nazwisk z nazwiskiem kubańskich polityków. Po ukończeniu nauki w Szwajcarii książę Henryk zaproponował, że zrzeknie się praw do dziedziczenia tronu Luksemburga, aby móc poślubić Marię Teresę.
8 listopada 1980 minister stanu Pierre Werner ogłosił zaręczyny księcia Henryka z Marią Teresą, jeden dzień po tym, kiedy zgodę na ślub wyraził książę Jan. Związek dziedzica tronu był dotąd utrzymywany w tajemnicy. 10 listopada miała miejsce sesja zdjęciowa narzeczonych i specjalna konferencja prasowa, na którym Mestre zaprezentowała swój pierścionek zaręczynowy.
14 lutego 1981 książę i Maria Teresa zawarli cywilny związek małżeński w Pałacu Książęcym w Luksemburgu. Ceremonii przewodniczył burmistrz miasta Luksemburg, Camille Polfer, przyjaciel rodziny książęcej. Pół godziny później w Katedrze Notre Dame w Luksemburgu miał miejsce ślub religijny pary w wierze katolickiej. Pannę młodą do ołtarza odprowadził jej ojciec, a funkcję druhny pełniła jej siostra Catalina. Po uroczystości małżonkowie udali się do Pałacu Książęcego, gdzie z balkonu pozdrowili poddanych i zaprezentowali pierwszy pocałunek. Maria Teresa wystąpiła w tiarze, którą jej teściowa otrzymała w prezencie od mieszkańców Kongo i użyła jej również na własnym ślubie.
Około siedmiuset gości uczestniczyło w przyjęciu weselnym, w tym przedstawiciele rodzin królewskich i książęcych: Szarlotta, wielka księżna Luksemburga (babka pana młodego), wielki książę Jan i wielka księżna Józefina (rodzice pana młodego), Olav V, król Norwegii, Jan Adam, następca tronu Liechtensteinu i jego żona Maria, Baldwin I, król Belgów i królowa Fabiola, Albert, książę Liège i księżna Paola, książę Filip, księżniczka Astrid i książę Wawrzyniec z Belgii, Małgorzata II, królowa Danii (matka chrzestna pana młodego) i książę Henryk, Rainier III, książę Monako i księżna Grace, Filip, książę Edynburga i Maria Józefa, królowa Włoch.
Maria Teresa otrzymała tytuł Jej Książęcej Wysokości dziedzicznej wielkiej księżnej Luksemburga.
Wkrótce ogłoszono pierwszą ciążę księżnej, a 11 listopada 1981 w Luksemburgu urodził się książę Wilhelm Jan Józef Maria (Guillaume Jean Joseph Marie). Chłopiec zajął drugie miejsce w linii sukcesji do tronu. Książę Wilhelm może w przyszłości zostać wielkim księciem Luksemburga.
3 czerwca 1984 w Luksemburgu księżna Maria Teresa urodziła swojego drugiego syna, księcia Feliksa Leopolda Marię Wilhelma (Félix Léopold Marie Guillaume), który zajął trzecie miejsce w liście sukcesji, za ojcem i bratem.
3 sierpnia 1986 przyszedł na świat trzeci syn pary książęcej. Otrzymał imiona Ludwik Ksawery Maria Wilhelm (Louis Xavier Marie Guillaume) i został wpisany na czwartą pozycję w linii sukcesji. W 2006 roku, przed ślubem z Tessy Antony, Ludwik zrzekł się swoich praw do dziedziczenia tronu Luksemburga.
16 lutego 1991 urodziła się w Luksemburgu jedyna córka pary, księżniczka Aleksandra Józefina Teresa Szarlotta Maria Wilhelmina (Alexandra Joséphine Teresa Charlotte Marie Wilhelmine). Jako kobiecie, nie przysługiwało jej miejsce w liście sukcesji. Została do niej wpisana w 2011 roku po reformie przeprowadzonej przez księcia Henryka i wyprzedziła w kolejce do dziedziczenia tronu swojego młodszego brata.
Najmłodsze dziecko księcia i księżnej, książę Sebastian Henryk Maria Wilhelm (Sébastien Henri Marie Guillaume) przyszedł na świat 16 kwietnia 1992 roku w Luksemburgu i zajął piąte miejsce w linii sukcesji, za ojcem i starszymi braćmi.
W październiku 2015 rzecznicy pałacu potwierdzili, że wielka księżna cierpi z powodu strachu przed lataniem, co powoduje, że nie uczestniczy we wszystkich podróżach, wymagających lotu samolotem.
30 czerwca 2016 para książęca zorganizowała obchody 35. rocznicy swojego ślubu. Udział w uroczystościach wzięli przedstawiciele arystokracji, między innymi król i królowa Szwecji, książę Monako, książę i księżna koronna Danii, księżna koronna Rumunii, książę koronny Norwegii, król i królowa Greków, król Bułgarii, Aga Khan, książę i księżna koronna Belgii. Pierwszego dnia miało miejsce przedstawienie w Teatrze Wielkim w Luksemburgu, drugiego dnia natomiast odbył się piknik i bal w Zamku Berg.
W październiku 2019 Maria Teresa przeszła zabieg operacyjny kolana w Clinique d’Eich w Luksemburgu.

## Następczyni tronu Luksemburga
18 grudnia 1985 Maria Teresa i Henryk odwiedzili Waszyngton.
W czerwcu 1997 została ogłoszona ambasadorem dobrej woli UNESCO.
24 grudnia 1999 Jan, wielki książę Luksemburga oficjalnie poinformował, że zamierza abdykować i zrzec się tronu na rzecz swojego najstarszego syna, księcia Henryka.
7 października 2000 książę Jan, w obecności członków rodziny książęcej, podpisał w Pałacu Książęcym dokument abdykacyjny, a nowym wielkim księciem Luksemburga został Henryk.
Tego samego dnia odbyły się uroczystości wstąpienia na tron nowego władcy. Wśród zaproszonych gości znaleźli się między innymi królowa Holandii oraz król i królowa Belgów. Premier Claude Juncker podziękował księciu Janowi za trzydzieści sześć lat panowania w księstwie.
Około godziny jedenastej przed południem książę Henryk złożył stosowną przysięgę i wygłosił własne przemówienie. Wielki książę wraz z małżonką i dziećmi wystąpili na balkonie Pałacu Książęcego, skąd pozdrowili poddanych, a następnie udali się na mszę świętą do Katedry Notre Dame w Luksemburgu.
Maria Teresa otrzymała tytuł Jej Książęcej Wysokości wielkiej księżnej Luksemburga.

## Wielka księżna Luksemburga

### Działalność w Luksemburgu
27 września 2018 otworzyła w Luksemburgu Centrum Rozwoju Praktycznego nazwane jej imieniem.
14 listopada 2018 uruchomiono stronę internetową wielkiej księżnej.

### Oficjalne wizyty zagraniczne
W listopadzie 2007 razem z mężem odwiedziła Chile na zaproszenie prezydent Michelle Bachelet, a następnie Brazylię, gdzie zostali przyjęci przez prezydenta Luiza Inacio Lula da Silva.
7 września 2010 książę i księżna przebywali na oficjalnej wizycie dyplomatycznej w Portugalii.
W kwietniu 2012 Henryk i Maria Teresa udali się Niemiec na zaproszenie prezydenta Joachima Gaucka.
W kwietniu 2013 para książęca złożyła wizytę w Austrii, a w listopadzie w Turcji.
6 maja 2014 uczestniczyła w dyplomatycznej wizycie do Polski. Pierwszego dnia para książęca spotkała się z marszałek Sejmu Ewą Kopacz i premierem Donaldem Tuskiem. Zostali przyjęci przez prezydenta Bronisława Komorowskiego i pierwszą damę Annę Komorowską.
W październiku 2015 Pałac Książęcy ogłosił, że księżna Maria Teresa cierpi z powodu strachu przed lataniem samolotem i dlatego nie jest w stanie towarzyszyć mężowi we wszystkich podróżach.
10 maja 2016 para książęca na zaproszenie prezydenta Sauli Niinistö udała się do Finlandii.
W listopadzie 2017 z powodu awiofobii zmuszona była zrezygnować z udziału w oficjalnej wizycie dyplomatycznej w Japonii, a w jej imieniu do Tokio poleciała córka, księżniczka Aleksandra.
W maju 2018 para książęca przyjęła w Luksemburgu Wilhelma Aleksandra, króla Holandii i królową Maksymę.
1 czerwca gościła w Pałacu Książęcym prezydenta Szwajcarii, Alaina Berset wraz z małżonką.
W listopadzie uczestniczyła w obchodach setnej rocznicy wybuchu I wojny światowej w Paryżu na cmentarzu Armistice. Para książęca została przyjęta przez prezydenta Francji, Emmanuela Macron i pierwszą damę Brigitte Macron.

### Działalność charytatywna
W 2004 roku księżna Maria Teresa i książę Henryk założyli Fundację Wielkiego Księcia i Wielkiej Księżnej, której celem jest pomoc osobom w Luksemburgu i w ubogich częściach świata, zmagającym się z trudnościami finansowymi. Organizacja powstała wskutek połączenia dwóch poprzednich fundacji, stworzonych przez parę książęcą w 1981 i w 2001 roku.
W czerwcu 2009 odbyła charytatywną podróż do Burundi i Kenii. 4 czerwca spotkała się z Aumą Obama, przyrodnią siostrą prezydenta Baracka Obamy, która jest kenijską aktywistką, socjologiem i dziennikarką.
W kwietniu 2007 została ogłoszona Wybitnym Adwokatem dla Dzieci UNICEF.
W październiku 2018 Maria Teresa wzięła udział w charytatywnej podróży do Libanu, gdzie spotkała się ofiarami przemocy seksualnej i uchodźcami. Księżna została przyjęta przez premiera kraju, Saad Hariri i odwiedziła miejscowy szpital uniwersytecki.
W marcu 2019 zorganizowała pierwszą edycję konferencji Stand Speak Rise Up, na której zajmuje się tematem przemocy seksualnej.

### Związki z innymi rodzinami królewskimi
Poprzez swoje małżeństwo wielka księżna spowinowacona jest ze wszystkimi rodzinami królewskimi i książęcymi, panującymi w Europie. Sama jest potomkinią króla Piotra I Okrutnego; była również krewną Fabioli, królowej Belgów (obydwie miały kubańskich przodków).
Była gościem ceremonii zaślubin: Filipa, księcia Brabancji z Matyldą d’Udekem d’Acoz (Bruksela, 1999), Haakona, księcia koronnego Norwegii z Mette-Marit Tjessem Høiby (Oslo, 2001), księcia Wawrzyńca z Belgii z Klarą Coombs (Bruksela, 2003), Fryderyka, księcia koronnego Danii z Marią Donaldson (Kopenhaga, 2004), Filipa VI, księcia Asturii z Letycją Ortiz Rocasolano (Madryt, 2004), hrabiego Rudolfa Limburg-Stirum z arcyksiężniczką Marią Krystyną z Austrii (Mechelen, 2008), Daniela Westlinga z Wiktorią, księżną koronną Szwecji (Sztokholm, 2010), Wilhelma, księcia Cambridge z Katarzyną Middleton (Londyn, 2011), Alberta II, księcia Monako z Charlene Wittstock (Monako, 2011) i Antoniego Wilmsa z księżniczką Marią Gabrielą z Nassau (Marbella, 2017).
Reprezentowała dwór luksemburski na uroczystościach pogrzebowych: Rainiera III, księcia Monako (Monako, 2005) i Fabioli, królowej Belgii (Laeken, 2014).
Uczestniczyła w oficjalnych obchodach: 70. (Oslo, 2007) i 80. urodzin króla i królowej Norwegii (Oslo, 2017), 50. urodzin księcia koronnego Danii (Kopenhaga, 2018), 50. urodzin króla Holandii (Haga, 2017).
W 2012 była wśród gości zaproszonych na obchody jubileuszu panowania Elżbiety II, królowej Wielkiej Brytanii.

### Religia
Wielka księżna Maria Teresa została ochrzczona i wychowana w wierze katolickiej.
Maria Teresa kilkakrotnie uczestniczyła w oficjalnych audiencjach u papieży w Watykanie:
- 27 marca 2003 księżna brała udział w spotkaniu z papieżem Janem Pawłem II[35];
- 8 maja 2006 członkowie rodziny książęcej spotkali się z papieżem Benedyktem XVI[36];
- 21 marca 2016, po chrzcinach księcia Liama i na dzień przed swoimi 60. urodzinami księżna wraz z rodziną została przyjęta przez papieża Franciszka[37].

Od wstąpienia męża na tron może korzystać z prawa występowania w białym stroju podczas audiencji u papieża, tzw. przywilej bieli.
Uczestniczyła w pogrzebie papieża Jana Pawła II w kwietniu 2005 w Watykanie.
24 kwietnia 2005 wzięła udział we mszy inaugurującej pontyfikat papieża Benedykta XVI, a 19 marca 2013 we mszy inaugurującej pontyfikat papieża Franciszka.

### Patronaty
- Jest prezydentem Luksemburskiego Czerwonego Krzyża.
- Jest ambasadorem dobrej woli UNESCO.
- Jest ambasadorem UNICEF.
- Jest patronem Luksemburskiej Organizacji Alzheimera (od 1991)[40].
- Jest honorowym prezydentem Fundacji Badań nad AIDS.
- Jest prezydentem Luksemburskiej Fundacji Przeciwko Rakowi.
- Jest patronem Luksemburskiej Ligi Osób Niewidomych.
- Jest patronem SOS Wioski Dziecięce (od 2005)[41].
- Jest honorowym prezydentem LuxFlag (od 2006)[42].
- Jest patronem ADA Microfinance Expertise (od lipca 2007)[43].
- Jest patronem Narodowej Organizacji Pielęgniarek.
- Jest współpatronem Luksemburskiej Orkiestry Filharmonicznej.
- Jest honorowym członkiem Międzynarodowego Komitetu Paraolimpijskiego.

## Kontrowersje
W sierpniu 2019 premier Luksemburga, Xavier Bettel powołał specjalną komisję, której celem była kontrola funkcjonowania dworu wielkoksiążęcego. Sprawa dotyczyła przemocy psychicznej wobec pracowników, o której stosowanie oskarżona była wielka księżna. 27 stycznia 2020 wielki książę Henryk wydał oświadczenie, w którym napisał, że oskarżenia wobec jego żony są nieuczciwe i oddziałują na całą jego rodzinę.
31 stycznia 2020 opublikowano Waringo Report, w którym stwierdzono, że funkcjonowanie monarchii musi zostać zreformowane. Luksemburska policja rozpoczęła wstępny etap śledztwa w lutym.
6 lutego premier kraju poinformował, że żadna specyficzna rola nie jest planowana dla wielkiej księżnej w związku z modernizacją monarchii.

## Genealogia
Księżna Maria Teresa przed ślubem z księciem Henrykiem nie posiadała żadnych tytułów arystokratycznych. Jest daleką potomkinią Piotra I Okrutnego, XIV-wiecznego Kastylii i Leónu. Jest również spokrewniona z Fabiolą, królową Belgów (zm. 2014) poprzez kreolskich arystokratów, którzy dotarli do Kuby, gdy ta była kolonią.
Maria Teresa jest również descendentem arystokratycznych rodzin hiszpańskich. Jeden z jej przodków, Francisco Mestre y Roig Benaprés w 1830 roku wyemigrował do Kuby, gdzie zawarł związek małżeński z Josefą Dominguez y Morales, co dało początek kubańskiej gałęzi rodziny Mestre.
Księżna wielokrotnie podkreślała, że nie była spokrewniona z Fulgencio Batistą, kubańskim dyktatorem.

### Przodkowie
|  |                                                  |  |  |  |  |  |  |  |  | Francisco Javier Mestre Fernández-Criado (1833-1893) |  |  |  |
|  |                                                  |  |  |  |  |  |  |  |  |                                                      |  |  |  |
|  |                                                  |  |  |  |  |  |  |  |  |                                                      |  |  |  |
|  |                                                  |  |  |  |  |  |  |  |  |                                                      |  |  |  |
|  | José Antonio Mestre Ramos-Almeyda (1897-1961)    |  |  |  |  |  |  |  |  |                                                      |  |  |  |
|  |                                                  |  |  |  |  |  |  |  |  |                                                      |  |  |  |
|  |                                                  |  |  |  |  |  |  |  |  |                                                      |  |  |  |
|  |                                                  |  |  |  |  |  |  |  |  |                                                      |  |  |  |
|  | Matilde Ramos-Almeyda Gómez (1864-1948)          |  |  |  |  |  |  |  |  |                                                      |  |  |  |
|  |                                                  |  |  |  |  |  |  |  |  |                                                      |  |  |  |
|  |                                                  |  |  |  |  |  |  |  |  |                                                      |  |  |  |
|  |                                                  |  |  |  |  |  |  |  |  |                                                      |  |  |  |
|  | José Antonio Mestre Alvarez (1926-1993)          |  |  |  |  |  |  |  |  |                                                      |  |  |  |
|  |                                                  |  |  |  |  |  |  |  |  |                                                      |  |  |  |
|  |                                                  |  |  |  |  |  |  |  |  |                                                      |  |  |  |
|  |                                                  |  |  |  |  |  |  |  |  |                                                      |  |  |  |
|  | Lucas Álvarez Cerice (1868-1940)                 |  |  |  |  |  |  |  |  |                                                      |  |  |  |
|  |                                                  |  |  |  |  |  |  |  |  |                                                      |  |  |  |
|  |                                                  |  |  |  |  |  |  |  |  |                                                      |  |  |  |
|  |                                                  |  |  |  |  |  |  |  |  |                                                      |  |  |  |
|  | María Narcisa Álvarez Tabió (1899-1980)          |  |  |  |  |  |  |  |  |                                                      |  |  |  |
|  |                                                  |  |  |  |  |  |  |  |  |                                                      |  |  |  |
|  |                                                  |  |  |  |  |  |  |  |  |                                                      |  |  |  |
|  |                                                  |  |  |  |  |  |  |  |  |                                                      |  |  |  |
|  | Narcisa Tabió de la Lanza (1878-1942)            |  |  |  |  |  |  |  |  |                                                      |  |  |  |
|  |                                                  |  |  |  |  |  |  |  |  |                                                      |  |  |  |
|  |                                                  |  |  |  |  |  |  |  |  |                                                      |  |  |  |
|  |                                                  |  |  |  |  |  |  |  |  |                                                      |  |  |  |
|  | Maria Teresa, wielka księżna Luksemburga (1956-) |  |  |  |  |  |  |  |  |                                                      |  |  |  |
|  |                                                  |  |  |  |  |  |  |  |  |                                                      |  |  |  |
|  |                                                  |  |  |  |  |  |  |  |  |                                                      |  |  |  |
|  |                                                  |  |  |  |  |  |  |  |  |                                                      |  |  |  |
|  | Melchor Batista Varona (1859-1932)               |  |  |  |  |  |  |  |  |                                                      |  |  |  |
|  |                                                  |  |  |  |  |  |  |  |  |                                                      |  |  |  |
|  |                                                  |  |  |  |  |  |  |  |  |                                                      |  |  |  |
|  |                                                  |  |  |  |  |  |  |  |  |                                                      |  |  |  |
|  | Agustín Batista González de Mendoza (1899-1968)  |  |  |  |  |  |  |  |  |                                                      |  |  |  |
|  |                                                  |  |  |  |  |  |  |  |  |                                                      |  |  |  |
|  |                                                  |  |  |  |  |  |  |  |  |                                                      |  |  |  |
|  |                                                  |  |  |  |  |  |  |  |  |                                                      |  |  |  |
|  | Julia González de Mendoza Pedroso (1860-1934)    |  |  |  |  |  |  |  |  |                                                      |  |  |  |
|  |                                                  |  |  |  |  |  |  |  |  |                                                      |  |  |  |
|  |                                                  |  |  |  |  |  |  |  |  |                                                      |  |  |  |
|  |                                                  |  |  |  |  |  |  |  |  |                                                      |  |  |  |
|  | María Teresa Batista Falla (1928-1988)           |  |  |  |  |  |  |  |  |                                                      |  |  |  |
|  |                                                  |  |  |  |  |  |  |  |  |                                                      |  |  |  |
|  |                                                  |  |  |  |  |  |  |  |  |                                                      |  |  |  |
|  |                                                  |  |  |  |  |  |  |  |  |                                                      |  |  |  |
|  | Laureano Falla Gutiérrez (1859-1929)             |  |  |  |  |  |  |  |  |                                                      |  |  |  |
|  |                                                  |  |  |  |  |  |  |  |  |                                                      |  |  |  |
|  |                                                  |  |  |  |  |  |  |  |  |                                                      |  |  |  |
|  |                                                  |  |  |  |  |  |  |  |  |                                                      |  |  |  |
|  | María Teresa Falla Bonet (1898-1973)             |  |  |  |  |  |  |  |  |                                                      |  |  |  |
|  |                                                  |  |  |  |  |  |  |  |  |                                                      |  |  |  |
|  |                                                  |  |  |  |  |  |  |  |  |                                                      |  |  |  |
|  |                                                  |  |  |  |  |  |  |  |  |                                                      |  |  |  |
|  | María Dolores Bonet Mora (1863-1949)             |  |  |  |  |  |  |  |  |                                                      |  |  |  |
|  |                                                  |  |  |  |  |  |  |  |  |                                                      |  |  |  |
|  |                                                  |  |  |  |  |  |  |  |  |                                                      |  |  |  |

### Potomkowie
| Dzieci                                                    | Wnuki                                      |
| Wilhelm, dziedziczny wielki książę Luksemburga (ur. 1981) | książę Karol z Luksemburga (ur. 2020)      |
| Wilhelm, dziedziczny wielki książę Luksemburga (ur. 1981) | książę Franciszek z Luksemburga (ur. 2023) |
| książę Feliks z Luksemburga (ur. 1984)                    | księżniczka Amalia z Nassau (ur. 2014)     |
| książę Feliks z Luksemburga (ur. 1984)                    | książę Liam z Nassau (ur. 2016)            |
| książę Feliks z Luksemburga (ur. 1984)                    | książę Baltazar z Nassau (ur. 2024)        |
| książę Ludwik z Luksemburga (ur. 1986)                    | książę Gabriel z Nassau (ur. 2006)         |
| książę Ludwik z Luksemburga (ur. 1986)                    | książę Noah z Nassau (ur. 2007)            |
| księżniczka Aleksandra z Luksemburga (ur. 1991)           |                                            |
| książę Sebastian z Luksemburga (ur. 1992)                 |                                            |

## Odznaczenia

### Państwowe
- Krzyż Wielki Orderu Karola III (Hiszpania, 2001)[50]
- Order Słonia (Dania, 2003)[51]
- Krzyż Wielki Orderu Gwiazdy Rumunii (Rumunia, 2004)[52]
- Krzyż Wielki Orderu Chrystusa (Portugalia, 2005)[53]
- Order Trzech Gwiazd I klasy (Łotwa, 2006)[54]
- Krzyż Wielki Order Krzyża Południa (Brazylia, 2007)[55]
- Krzyż Wielki Orderu Zasługi Republiki Włoskiej (Włochy, 2009)[56]
- Krzyż Wielki Orderu św. Jakuba od Miecza (Portugalia, 2010)[53]
- Krzyż Wielki Orderu Infanta Henryka (Portugalia, 2017)[53]
- Order Drogocennej Korony II klasy (Japonia, 2017)[57]
- Krzyż Wielki Orderu Camõesa (Portugalia, 2022)[53]

### Niepaństwowe
- Order Świętej Elżbiety (dynastia Bragança, 2012)[58]

## Tytuły
| Od                  | Do                  | Tytuł                                                        |
| ------------------- | ------------------- | ------------------------------------------------------------ |
| 22 marca 1956       | 14 lutego 1981      | panna Maria Teresa Mestre y Batista Falla                    |
| 14 lutego 1981      | 7 października 2000 | Jej Książęca Wysokość Dziedziczna Wielka Księżna Luksemburga |
| 7 października 2000 | nadal               | Jej Książęca Wysokość Wielka Księżna Luksemburga             |